# Kruszyn (Sicienko)
Kruszyn (deutsch Adlig Kruschin, Kruschin, Kruschdorf) ist ein Dorf in der Landgemeinde Sicienko im Powiat Bydgoski in der Woiwodschaft Kujawien-Pommern, Polen.

## Lage
Der Ort liegt etwa 14 km westlich der Stadt Bydgoszcz.

## Geschichte

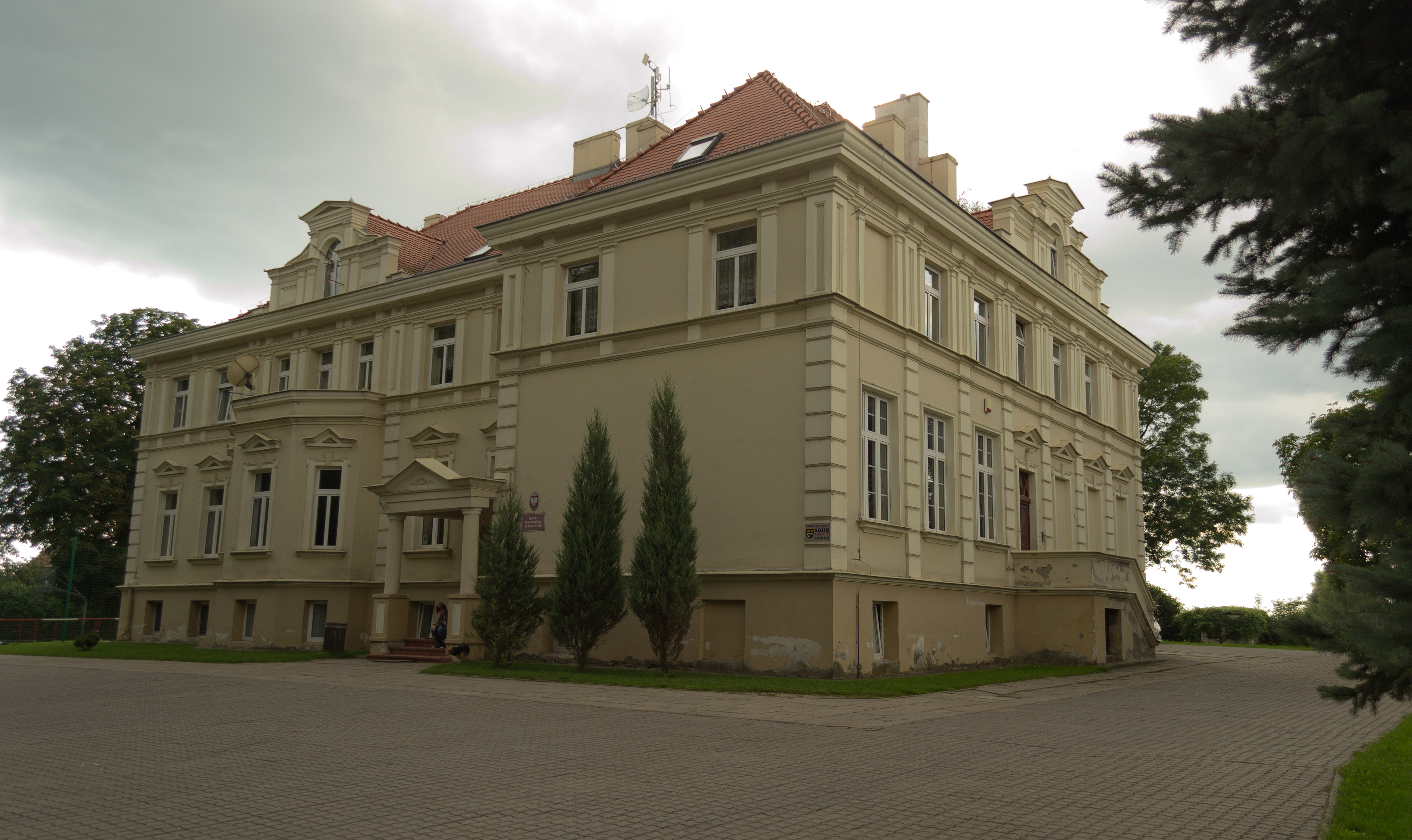
Das Gutshaus in Kruszyn. Heute eine Schule.

Mitte des 17. Jh. gehörte das Gut Melchjor Krusiński. Nach seinem Tod erbte Kruszyn und Pawłówek seine Tochter Anna Krusińska, die mit dem Ludwik Lewalt Jezierski verheiratet war. Die Familie trat die Besitzungen 1642 an Swiętosław Orzelski, den Sohn von Aleksander Orzelski ab. Nach 1720 wurde das Dorf vom Grafen Wojciech Bniński gekauft. Mitte des 19. Jh. verkaufte die Familie Bniński das Gut an Hipolit Grabowski. Ende des Jh. gehörte es der Familie Weckwarth, die hier 1882 ein Herrenhaus baute. 1905 wurde das Gut von der Witwe Boltz an die Preußischen Ansiedlungskommission übergeben, die hier 26 Familien angesiedelt hat und das Herrenhaus in eine Schule umwandelte. Am 23. Oktober 1911 wurde es vom Gutsbezirk Adlig Kruschin in die Gemeinde Kruschdorf umgewandelt. Anfang des 20. Jahrhunderts wurde in der Nähe des Dorfes Grünsand gefördert. In dem Ort befinden sich die Überreste der polnischen Verteidigungsanlagen vom September 1939, in denen die polnische 15. Infanterie-Division vom 2. bis zum 3. September, die Angriffe der deutschen 50. Infanterie-Division abgewehrt hat. Während des Zweiten Weltkrieges befand sich in dem Herrenhaus ein Lager des weiblichen Reichsarbeitsdienstes. Zwischen dem 24. und 26. Januar 1945 fanden in der Nähe des Ortes blutige Kämpfe zwischen Einheiten der Roten Armee und dem Waffen-Füsilier-Bataillon der SS 15 der 15. Waffen SS-Grenadier-Division „Lettland“ statt.